# District de Kerki
Le district de Kerki (district d'Atamyrat de 1999 à 2017) est un district de la province de Lebap, au Turkménistan. 
Le centre administratif du district est la ville d’Atamyrat.

## Source
- (en) Cet article est partiellement ou en totalité issu de l’article de Wikipédia en anglais intitulé « Kerki District » (voir la liste des auteurs).